# Melipotis tetrica
Melipotis tetrica är en fjärilsart som beskrevs av Harvey. Melipotis tetrica ingår i släktet Melipotis och familjen nattflyn. Inga underarter finns listade i Catalogue of Life.